# 艾吉尔·克莱门森
艾吉尔·克莱门森（丹麥語：Ejgil Clemmensen，1890年6月21日—1932年10月24日），丹麦男子赛艇运动员。他曾代表丹麦参加1912年夏季奥林匹克运动会赛艇比赛，获得男子标准式四人单桨有舵手铜牌。